# Шмидт-Физельдек, Юстус фон
Юстус фон Шмидт-Физельдек (нем. Justus von Schmidt-Phiseldeck; 1769 — 1851) — брауншвейгский политический деятель, юрист, сын писателя Христофа фон Шмидт-Физельдека.

## Биография
В 1787—1790 годах изучал юриспруденцию в Гельмштедтском университете, с 1795 года служил на брауншвейгской службе в разных должностях.
После присоединения Брауншвейга к королевству Вестфалия в 1807 году, Шмидт-Физельдек, остававшийся брауншвейгским патриотом, должен был числиться на вестфальской службе, но содействовал восстановлению в Брауншвейге её династии.
После гибели герцога Фридриха-Вильгельма в 1815 году и вступления на престол малолетнего герцога Карла, Шмидт-Физельдек занял фактически положение правителя страны от имени и по поручению принца-регента Великобритании (впоследствии Георга IV), бывшего опекуном герцога Карла и регентом страны.
Шмидт-Физельдек был представителем Брауншвейга на конгрессе в Вене в 1815 году.
Конституция 1820 года в значительной степени его дело.
Герцог Карл, в 1823 году признанный совершеннолетним, встретил в своих деспотических стремлениях довольно твердое противодействие со стороны Шмидт-Физельдека; глухая борьба между ними окончилась отставкой последнего в 1826 году, и мягкий либеральный режим сменился деспотически-произвольным. В печати появилось довольно много брошюр и статей, написанных или прямо по внушению герцога, или людьми, стоявшими в этой борьбе на его стороне; из них наиболее важна брошюра Hurlebusch, «Ueber den entwichenen Herzog. Braunschw. Geheimrath von Sch. Ph.» (Брауншвейг, 1827). На них Шмидт-Физельдек отвечал брошюрой, ценной для характеристики тогдашнего политического положения Германии: «Ueber meinen Austritt aus dem Herz. Braunsch. Staatsdienste» (Ганновер, 1827).
Опасаясь ареста, Шмидт-Физельдек уехал в Ганновер и служил там. В 1840 году вернулся на родину.